# Liar Lily - Non è come sembra!
Liar Lily - Non è come sembra! (うそつきリリィ?, Usotsuki Ririi) è un manga scritto e disegnato da Ayumi Komura. È stato pubblicato dal 5 novembre 2009 al 2 maggio 2014 sulla rivista Margaret di Shūeisha e in seguito raccolto in 17 volumi tankōbon più uno speciale volume zero contenente quattro storie autoconclusive con gli stessi personaggi della serie. L'edizione italiana è stata pubblicata da Panini Comics dal 12 febbraio 2012 al 28 agosto 2015.

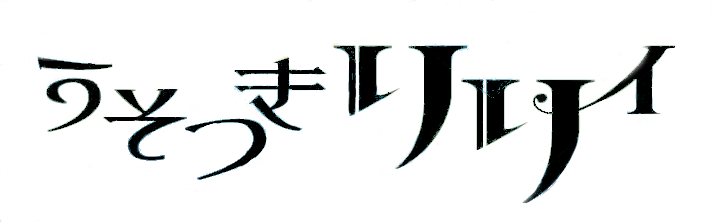
Logo della serie

Per celebrare il centesimo capitolo del manga, dodici mangaka, tra cui Arina Tanemura e Nagamu Nanaji, hanno omaggiato la serie con dei disegni dei propri personaggi vestiti a tema Liar Lily.

## Trama
Quando Hinata accetta di mettersi con un bellissimo ragazzo non si immaginava che avrebbe vissuto la storia d'amore più strampalata che si sia mai vista. Infatti, a En Shinohara piace vestirsi da donna, non perché sia interessato agli uomini, ma perché detesta talmente tanto i maschi che non riesce sopportare la sua immagine riflessa allo specchio. En si comporta e pensa come un maschio e prova un amore incondizionato per tutte le ragazze. Hinata si aspetta che un giorno il ragazzo ritorni in sé e che smetta una volta per tutte di travestirsi.

## Personaggi
- Hinata Saotome è una liceale innamorata del amore. Da quando sta con En il suo sogno più grande è di farlo smettere di travestirsi, in modo da far sembrare  una vera e propria coppia.
- En Shinohara  è un ragazzo che prova un odio profondo per qualsiasi essere di sesso maschile, compreso se stesso. Infatti non sopporta nemmeno la sua immagine riflessa allo specchio.
- Komachi Ashiya è la migliore amica di Hinata.
- Kojiro Amakusa è il fidanzato di Komachi con una grande passione per i fumetti dei samurai. Per questo motivo si veste come un samurai.
- Taiyou Stome è il fratello minore di Hinata che gli assomiglia molto caratterialmente  e anche fisicamente.
- Ten Shinoara è il fratello minore di En che ad differenza dei suoi fratelli dichiara subito che a lui gli piacciono i ragazzi. Infatti, è innamorato del fratello di Hinata.
- Naota Takanashi è l'unico amico maschio di En. È molto ricco ma non gli piace essere definito “Figlio di papà”. È fidanzato con Reina Kojima una ragazza che porta sempre sulla spalla una piccolissima tigre di nome Gao.